# 髙橋雄一 (ジャーナリスト)
髙橋 雄一（たかはし ゆういち、1951年8月12日 - ）は、東京都出身の日本のジャーナリスト、実業家。テレビ東京並びにテレビ東京ホールディングス元代表取締役会長。

## 経歴

### 日本経済新聞社時代
1975年に早稲田大学第一文学部卒業と同時に日本経済新聞社へ入社、新聞記者としては産業部を中心に歩み、外国特派員としてロンドン、ジュネーブ、ミラノに勤務する。ニューヨークの日本経済新聞社米州総局では1993年 - 1997年に次長、2000年 - 2003年に総局長を務めた。
2006年に日本経済新聞社編集局長に昇格、2007年に取締役に昇進する。2008年には子会社の日本経済新聞デジタルメディアに転じて常務取締役に就任、2009年1月に社長に就任した。2011年に日本経済新聞社本社に復帰して常務取締役を務め、2012年に日本経済新聞出版社副社長を務めた。

### テレビ東京社長として
2013年6月21日付にてテレビ東京第9代社長並びにテレビ東京ホールディングスの副社長に就任した。

#### 『チャージ730!』立ち上げ
2015年4月改編では、水曜朝7時30分枠で大橋未歩司会の帯情報番組『チャージ730!』をスタートさせたがスタート時の視聴率が1％未満と振るわず、テレ東が目指した一般視聴者の視聴習慣を改めることには至らなかった。結局わずか2年で終了し、『モーサテ』の放送枠を拡大するに到った。

#### 全仏オープンテニスの中継の復活
2007年まで地上波として唯一テニスの4大大会を放送していた『全仏オープンテニス』中継だが、2015年大会から再び放映権を取得した上で、錦織圭選手の試合を中心に放送を再開した。なお、社長退任後の2019年大会までは日本勢の試合の一部の試合を生中継していたが、2020年・2021年は新型コロナの影響で開催延期などが重なったことなどから放送規模縮小。2022年大会以降は放送されていない。

#### 六本木3丁目移転プロジェクト
東京都港区六本木3丁目の「住友不動産六本木グランドタワー」内に本社機能を移転するにあたり、局はこれを「六本木3丁目移転プロジェクト」としてイベント化した。
虎ノ門の旧社屋である「日経電波会館」は2つのテレビスタジオと関連会社の一部を残すのみに留め、2016年11月7日午前5時45分、テレビ東京とBSジャパン（現：BSテレビ東京）は六本木新本社からの放送を開始。分散していた制作拠点が六本木3丁目に集約された。

#### 長寿番組終了
在任中には『のりスタ!』や『釣りロマンを求めて』といった長期放送番組が終了。2018年10月改編では、長年守り続けた木曜19時台のアニメ枠がバラエティ枠に転換。これをもって在京民放テレビ局の木曜19時台がすべて1時間のバラエティ番組枠に統一された。

#### アニメの社会現象化
なお、『妖怪ウォッチ』、『おそ松さん』、『けものフレンズ』といったアニメが人気となり、特に2017年4月の定例会見での『けものフレンズ』に関連した発言は話題となった。

#### 社長退任
2017年6月27日に行われた株主総会後の取締役会をもって社長を退任し、テレビ東京並びにテレビ東京HDの会長となり、2020年6月18日まで会長を務めた。